# Prvački trofej 1988. (hokej na travi)
10. Prvački trofej se održao 1988. godine.

## Mjesto i vrijeme održavanja
Održao se od 25. do 1. travnja 1988.
Susreti su se odigrali u pakistanskom gradu Lahoreu. 

## Sudionici
Sudjelovali su domaćin Pakistan, branitelj naslova SR Njemačka, Australija, Uj. Kraljevstvo, SSSR i Španjolska. 

## Natjecateljski sustav
Ovaj turnir se igralo po jednostrukom ligaškom sustavu. Za pobjedu se dobivalo 2 boda, za neriješeno 1 bod, a za poraz nijedan bod. 
Susrete se igralo na umjetnoj travi.

## Rezultati
```
* Uj. Kraljevstvo - Španjolska       1:2
* Australija - SR Njemačka           0:1
* Pakistan - SSSR                    1:1
```

```
* Uj. Kraljevstvo - Australija       0:2
* SR Njemačka - SSSR                 3:1
* Pakistan - Španjolska              4:0
```

```
* Uj. Kraljevstvo - SSSR             1:3
* Španjolska - Australija            1:2
* Pakistan - SR Njemačka             2:1
```

```
* Australija - SSSR                  1:1
* SR Njemačka - Španjolska           3:1
* Uj. Kraljevstvo - Pakistan         0:1
```

```
* Španjolska - SSSR                  0:0
* SR Njemačka - Uj. Kraljevstvo      3:1
* Australija - Pakistan              1:1
```

```
Završni poredak:
```

```
 1. 
 SR Njemačka        5     4     0     1     (11 :  5)         
8

 2. 
 Pakistan           5     3     2     0     ( 9 :  3)         
8

 3. 
 Australija         5     2     2     1     ( 6 :  4)         
6

 4. 
 SSSR               5     1     1     3     ( 6 :  6)         
5

 5. 
 Španjolska         5     1     1     3     ( 4 : 10)         
3

 6. 
 Uj. Kraljevstvo    5     0     0     5     ( 3 : 11)         
0
```

| Pobjednici               |
| ------------------------ |
| SR Njemačka Treći naslov |

## Najbolji sudionici
| Najbolji strijelac          |
| --------------------------- |
| Andreas Keller (5 pogodaka) |